# Pierre Berton (giornalista)
Pierre Francis de Marigny Berton, meglio conosciuto come Pierre Berton (Whitehorse, 12 luglio 1920 – Toronto, 30 novembre 2004), è stato un giornalista, scrittore, conduttore televisivo e storico canadese.

## Biografia
Autore di oltre cinquanta pubblicazioni sulla storia del Canada e sulle sue tradizioni popolari. Autore prolifico di libri per bambini e antologie, fu anche inviato di guerra. Militare durante la seconda guerra mondiale, fu giornalista durante la guerra di Corea negli anni cinquanta.

## Opere
- The Mysterious North, 1956, Montreal McClelland and Stewart
- The Promised Land: Settling the West, 1896-1914 1984, Toronto McClelland and Stewart
- Vimy, 1987, Toronto Penguin Books
- Niagara: A History of the Falls, 1998, New York Penguin Books
- The Great Depression, 1929 1939, 2001, Toronto Anchor Canada

## Onorificenze
- Canada's Walk of Fame (1998)[1]